# Goyrans
Goyrans este o comună în departamentul Haute-Garonne din sudul Franței. În 2009 avea o populație de 894 de locuitori.

## Evoluția populației
| An        | 1975 | 1982 | 1990 | 1999 | 2006 | 2009 |
| --------- | ---- | ---- | ---- | ---- | ---- | ---- |
| Populație | 226  | 417  | 539  | 809  | 862  | 894  |